# MS Gorlice

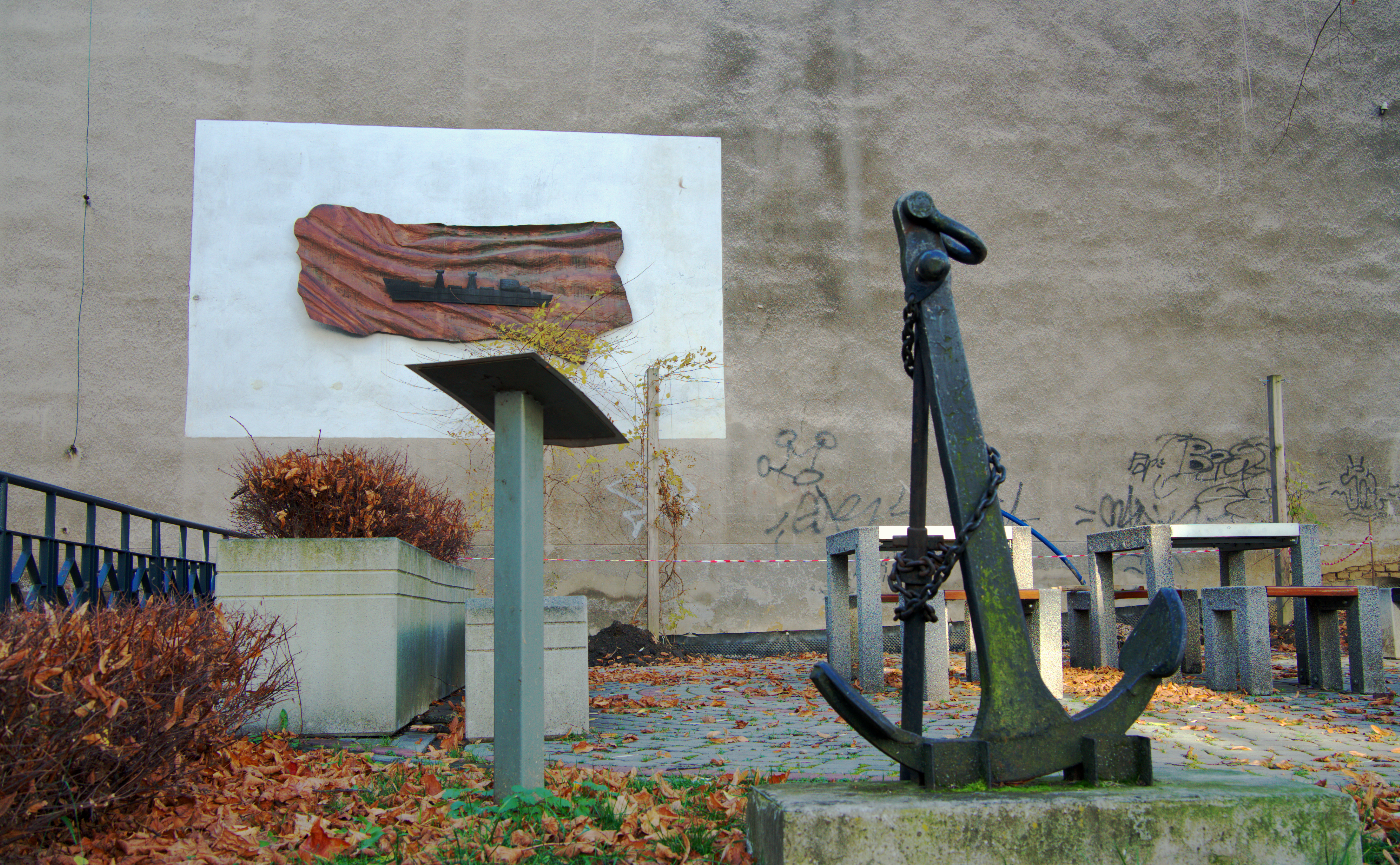
Pomnik statku w Gorlicach

MS Gorlice – drobnicowiec typu B-49 zbudowany w Stoczni Szczecińskiej im. Adolfa Warskiego w Szczecinie w 1964, tzw. „lewant” z serii G. Nazwa od małopolskiego miasta Gorlice.
Matką chrzestną statku została Maria Wąsik, telefonistka z Fabryki Maszyn Glinik.
Podczas wojny sześciodniowej 3 czerwca 1967 w Aleksandrii został ostrzelany przez izraelskie samoloty, jeden członek załogi był ranny. W czasie Inwazji tureckiej na Cypr MS Gorlice ewakuował z Cypru do Libanu grupę Polaków.

## Dane techniczne
- długość: 113,7 m
- szerokość: 15,5 m
- zanurzenie: 6,33 m
- nośność statku: 4575 DWT
- pojemność:
  - brutto: 2870 BRT
  - netto: 1535 NRT
- moc silnika głównego: 4600 KM (3380 kW)
- 8-cylindrowy 2-suwowy, nawrotny silnik spalinowy o zapłonie samoczynnym typu 850-VTBF-100 Uljanik
- prędkość maksymalna: 15,9 węzłów
- załoga: 36 osób + 4 miejsca pasażerskie
- port macierzysty: Gdańsk
- armator: Polskie Linie Oceaniczne
- historia:
  - wodowanie: marzec 1964
  - zakończenie budowy: 30 czerwca 1964
  - 1985 sprzedany na złom (16 maja 1985 przybył do Hamina w Finlandii do stoczni złomowej Haminan Laivaromu Oy)

## Inne statki z tej serii
- „MS Grudziądz”
- „MS Głogów”

## Upamiętnienie
Statek został uwieczniony na rysunku Adama Werki, wydanym m.in. w serii pocztówek armatorskich PLO w połowie lat 70. XX w.
W Gorlicach przy ul. Władysława Jagiełły znajduje się tablica z podobizną statku oraz symboliczna kotwica.